# Shigeo Yaegashi
Shigeo Yaegashi, född 24 mars 1933 i Iwate prefektur, Japan, död 2 maj 2011, var en japansk fotbollsspelare.
Han blev olympisk bronsmedaljör i fotboll vid sommarspelen 1968 i Mexico City.